# Kancelář Václava Havla
Kancelář Václava Havla v Praze 1, Voršilská 10, je prostor, kde působil Václav Havel v letech 2003–2011, po odchodu z funkce prezidenta až do konce svého života. V sousedním domě se vchodem z Ostrovní ulice působí Knihovna Václava Havla.

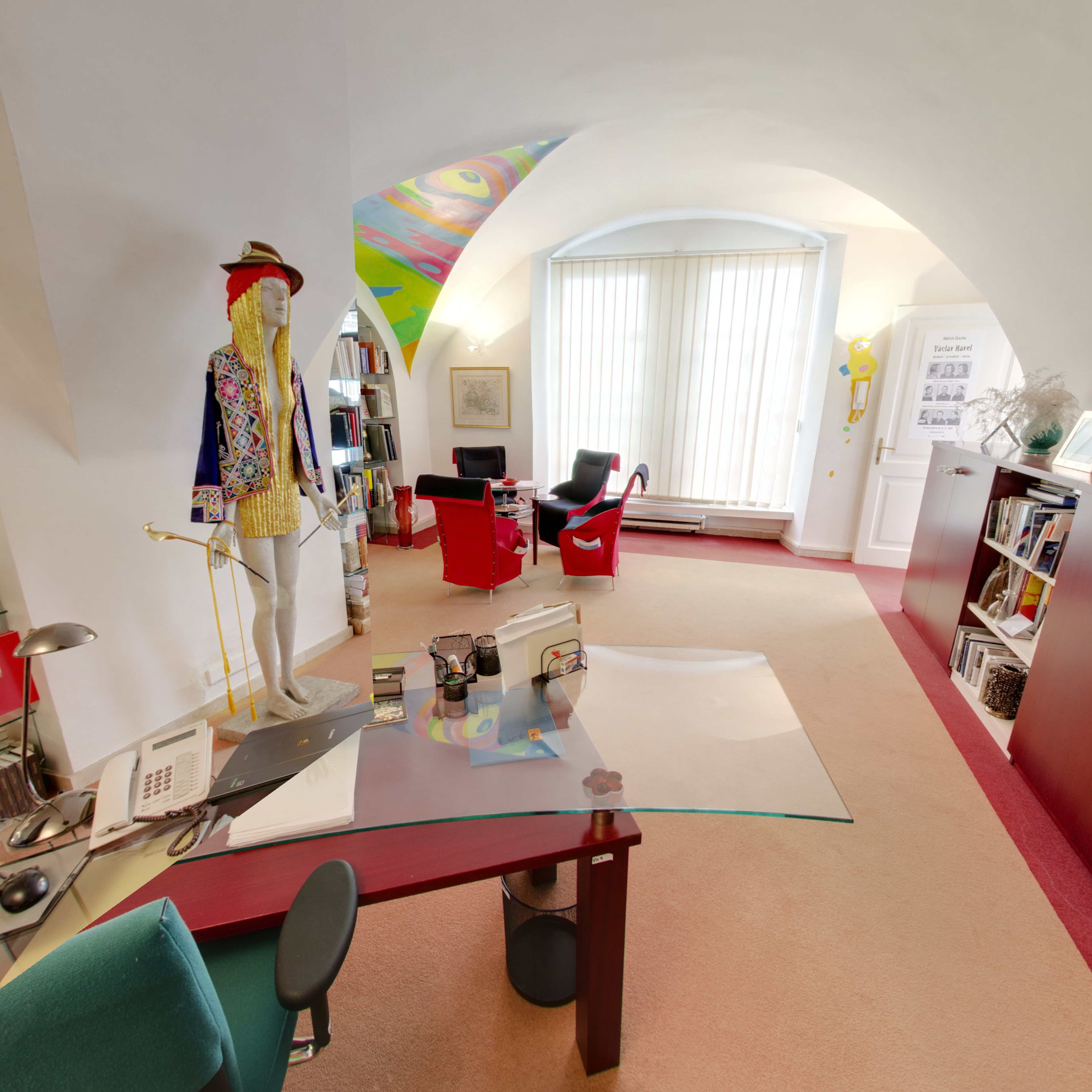
Kancelář Václava Havla

## Historie
Kancelář Václava Havla začala plnit své poslání v roce 2003, kdy Václav Havel opustil svou prezidentskou funkci. Po skončení prezidentského mandátu bylo chtění připravit prostor pro jeho další působení. První tři měsíce působila kancelář v provizorních prostorech na Pražském hradě, poté se přestěhovala do přízemí Schwarzenberského paláce ve Voršilské ulici. Na vzniku interiéru se podílel Václav Havel společně s Bořkem Šípkem, hlavním architektem správy Pražského hradu z let 1992–2002. 
Činnost kanceláře byla ukončena v lednu 2012, její prostory jsou nadále spravovány a využívány Nadací Dagmar a Václava Havlových VIZE 97. 

## Známé osobnosti v Kanceláři Václava Havla
Václav Havel přijal ve své kanceláři celou řadu známých světových politiků a známých osobností. Kancelář navštívil americký prezident Bill Clinton, tibetský duchovní vůdce Jeho Svatost dalajláma, Joan Baez, Tom Stoppard, Kofi Annan, Lou Reed, Suzanne Vega, Josef Škvorecký a další.

## Virtuální prohlídka Kanceláře Václava Havla
V roce 2003 připravila Nadace Dagmar a Václava Havlových nový kulturní projekt umožňující lidem z celého světa nahlédnout do trojrozměrně ztvárněných prostor kanceláře. V rámci projektu bylo zdigitalizováno více než 70 předmětů, jakou jsou čestná uznání, fotografie či dary. 